# جسر أوريسند
جسر أوريسند (اسم مشترك دانماركي/ سويدي Øresundsbron/Öresundsbron) هو جسر يربط بين العاصمة الدنماركية كوبنهاغن ومدينة مالمو السويدية يستخدم كطريق سيارات وسكة حديد. ويتكون الجسر من 3 أجزاء، أولها من جهة الدانمارك يأتي نفق أوريسند ثم يرتفع النفق تدريجياً حتى يصل إلى جزيرة بيبرهولم (Peberholm) الاصطناعية التي تنتهي إلى جسر أوريسند وهو جسر مشدود بالكوابل. تم البدء بالإنشاء عام 1995، و تم افتتاحه للمرور في 1 يوليو 2000. يحمل جزءاً من الطريق الأوروبي E20.

## مساحته

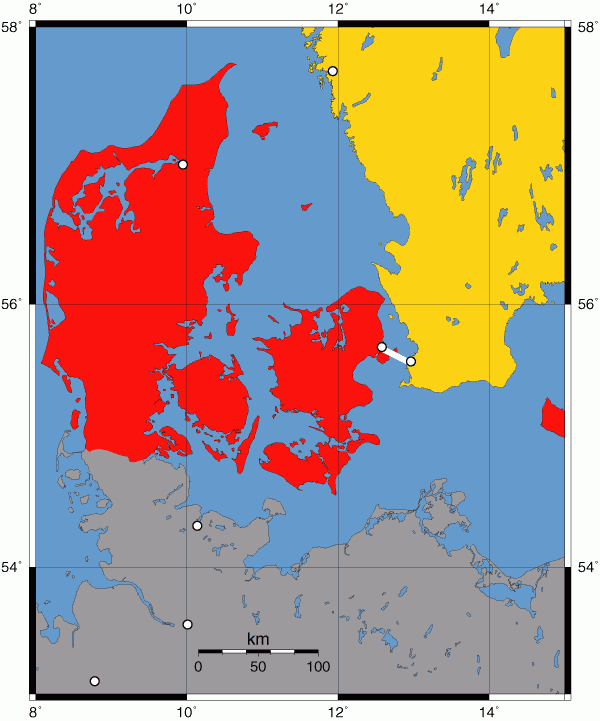
الدنمارك (بالأحمر) والسويد (بالأصفر) متصلتين بجسر أوريسند (بالأبيض)

يتكون الجسر من 3 أجزاء، أولها من جهة الدنمارك يأتي نفق أوريسند ويبلغ طوله حوالي 3,510 متر، تم إنشاؤه على عمق حوالي 90 قدم لتسهيل حركة مرور السفن، ثم يرتفع النفق تدريجياً حتى يصل إلى جزيرة بيبرهولم (Peberholm) الاصطناعية والتي يبلغ طولها حوالي 4,055 متر تنتهي إلى جسر أوريسند وهو جسر مشدود بالكوابل (Cable-Stayed Bridge) يبلغ طوله 7,845 متر وعرضه حوالي 24 متر، كما يبلغ وزنه حوالي 82,000 طن، اما الجزيرة الواقعة في المنتصف فيبلغ طولها تقريبا 4 كيلومتر (13 الف قدم)، وتم تصميم الجسر بواسطة Arup.

## الإنشاء

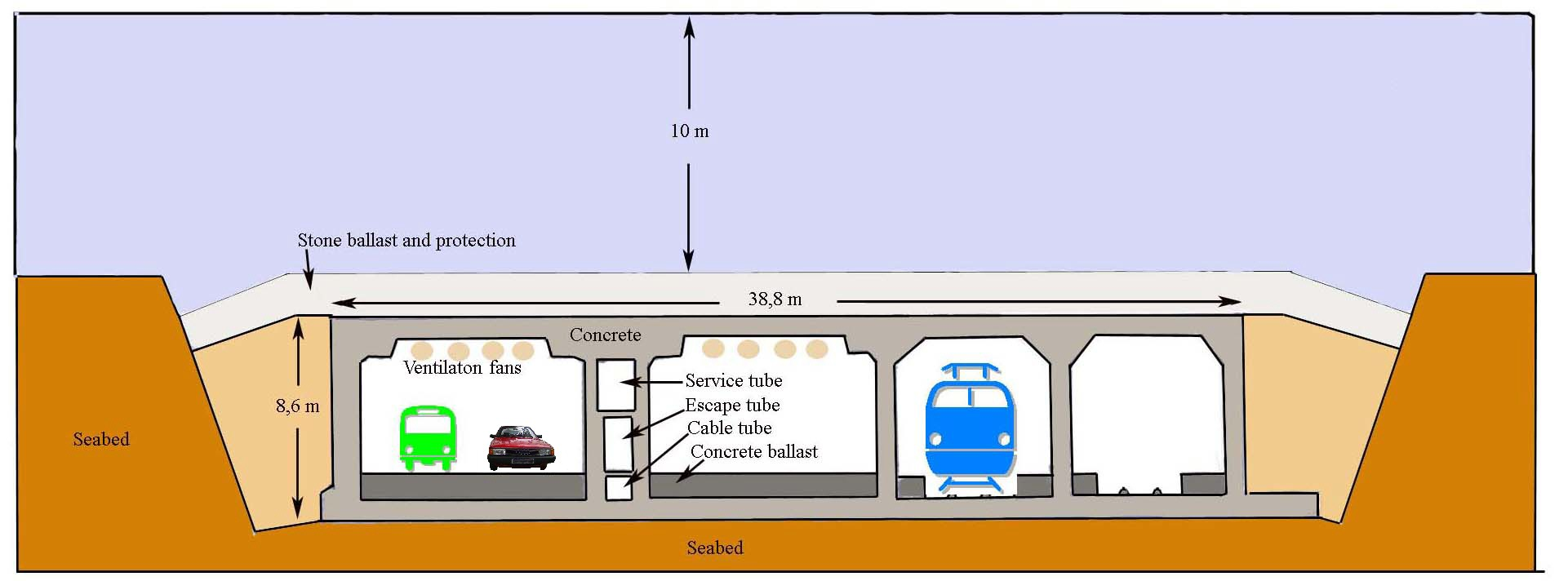
ممرين لسكة الحديد وممرين للسيارات

لقرب المسافة بين الدولتين من خلال هذا المعبر البحري قررت حكومتا الدولتين إنشاء جسر يربط بين مدينة مالمو وهي ثالث أكبر مدينة في السويد والواقعة في أقصى الجنوب الغربي، وبين مدينة كوبنهاغن عاصمة الدنمارك والواقعة في الشرق، ويبلغ البعد بينهما حوالي 8 كيلومتر ولا يفصل بينهما سوى البحر. وبلغت التكلفة الإجمالية حوالي 3.3 مليار يورو يُتوقع أن يتم تحصيلها حتى عام 2035.
وكان من الممكن بناء المسافة بكاملها كجسر إلا أن وجود مطار قريب على الساحل أحال دون تنفيذ الفكرة وتقرر بناء المعبر على قسمين نفق وجسر
تم بناء النفق بنظام القوالب المعدة مسبقا حيث يتم الحفر قي قاع البحر ويتم إغراق قطاعات النفق جنبا إلى جنب وليس بنظام الحفر الاعتيادي
حتى الوصول إلى الجزيرة الاصطناعية ومن ثم بناء الجسر المعلق

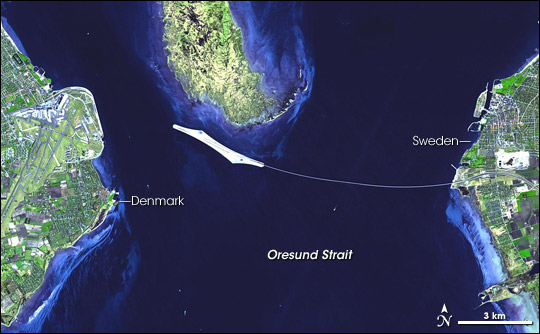
صورة فضائية لجسر أوريسند.

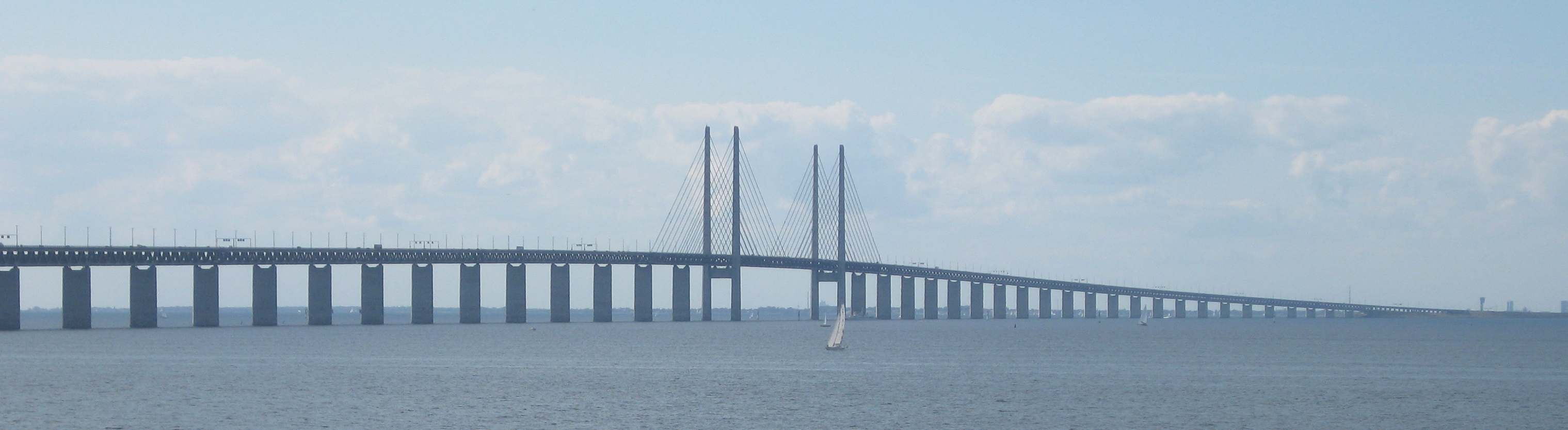
منظر من مالمو

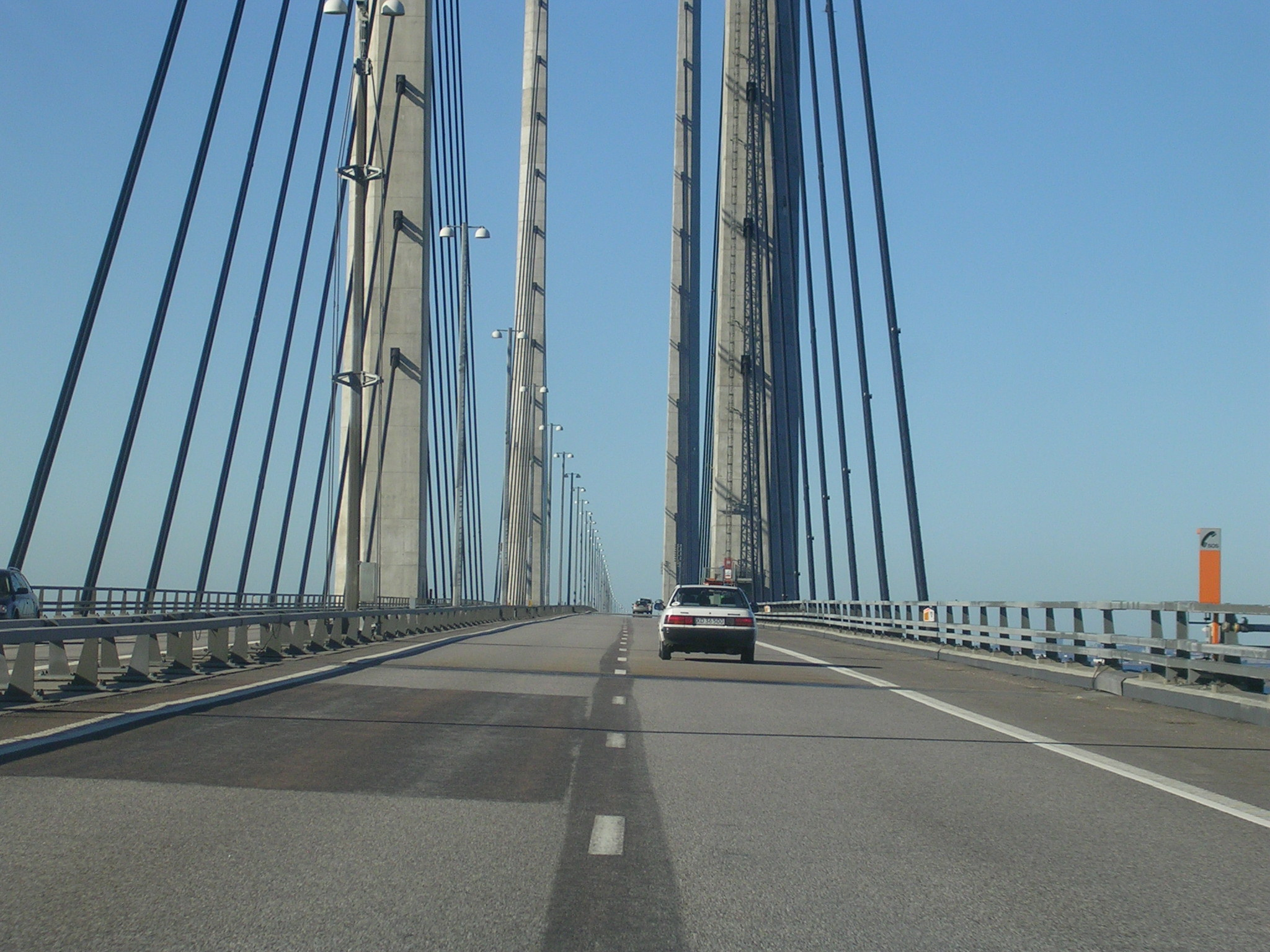
على الجسر

## العراقيل والإتمام
واجه المشروع عدة عقبات منها اختلاف اللغة لكلا البلدين واختلاف وحدات القياس وجهد التيار الكهربى ومعايير خراطيم الإطفاء
كما حدثت عدة تحديات هندسية عند بناء النفق كوجود ألغام قي قاع البحر وسقوط إحدى قطاعات النفق بالخطأ
تم الانتهاء من إنشاء الجسر في شهر يوليو سنة 2000 بموافقة الدولتين وتمت تسميته بـ (جسر أوريسند) (Oresund Bridge) ومن هنا تكونت المنطقة والتي أصبحت مستقلة، لها سكانها وخدماتها وغيرها وسميت المنطقة بنفس اسم الجسر (منطقة أوريسند) (Oresund Region) وتضم جزء من السويد (مدينة مالمو) وجزء من الدنمارك (مدينة كوبنهاغن) وما بينهما وهو البحر والجسر.

## المراقبة
يمتلك الجسر والنفق أحدث نظام مراقبة إلكترونية في أوروبا حيث تقوم الكاميرات الإلكترونية بتتبع حركة سير المركبات على الطريق آليا وفي حالة توقف أي سيارة في الطريق يتم عرض صورة حية للموقع لمراقبة الأمن والسلامة

## راجع أيضا
- نفق فيهمارنبيلت
- بحر البلطيق
- جزيرة بيبرهولم
- جزيرة سالتهولم

## وصلات خارجية
- جسر أوريسند - الموقع الرسمي
- جسر أوريسند من موقع سكانسكا
- معلومات + حجز آلي - ألماني/ إنجليزي
- Traffic on the Øresundbridge in recent years - Comparison chart. نسخة محفوظة 12 مارس 2007 على موقع واي باك مشين.
- Live traffic flow نسخة محفوظة 1 مارس 2007 على موقع واي باك مشين. on the bridge (java).
- Øresund bridge project information نسخة محفوظة 2 سبتمبر 2013 على موقع واي باك مشين. from Road Traffic Technology

عنوان الوصلة